# Пипери (Лопаре)
Пипери су насељено мјесто у општини Лопаре, Република Српска, БиХ. Према попису становништва из 2013, у насељу је живјело 845 становника.

## Становништво
| Демографија- | Демографија- | Демографија- |
| Година       | Становника   | Становника   |
| ------------ | ------------ | ------------ |
| 1948.        | 1.829        |              |
| 1953.        | 0            |              |
| 1961.        | 1.187        |              |
| 1971.        | 1.213        |              |
| 1981.        | 1.059        |              |
| 1991.        | 1.113        |              |
| 2013.        | 845          |              |